# 島琴陵
島 琴陵（しま きんりょう、天明2年4月8日（1782年5月19日） - 文久2年1月24日（1862年2月22日））は、日本の江戸時代後期に活動した長崎派の絵師。名は鵬。

## 略伝
前半生はよくわかっていないが、元々南部藩士だったという。本籍は江戸だったというから、江戸詰だったようだ。ところが、江戸で人を殺めてしまい、長崎へ逃げてそこで画を学んだという。ただ、師は不明で、長崎に何年居たかは不明である。後に文雅を好んだ姫路藩筆頭家老・高須隼人（号・書山）の招きで姫路に来たという。姫路城の西にある薬師山の別名「琴丘（岡）」から、琴陵と名乗った。姫路では、亀山本徳寺の接客として、この周辺に住んでいたようだ。姫路行きの時期は不明だが、文政12年（1829年）には琴陵と名乗っていた記録があり、先述の逸話が確かならばこの頃には薬師山に住んでいたことになる。ただし、この時高須隼人は未だ13歳の少年にすぎない。墓所は本徳寺御山廟所。息子の島琴江も絵師となっており、廟所には二人の墓が並んでいる。
全国的な知名度がある絵師とは言いがたいが、姫路とその周辺には作品が多く残り、「琴陵さん」と親しまれている。作品の大半は花鳥画でたまに山水画も見られるが、人物画は殆ど無い。

## 作品
| 作品名         | 技法     | 形状・員数 | 寸法（縦x横cm）  | 所有者             | 年代                     | 落款・印章 | 備考                                                       |
| -------------- | -------- | ---------- | ---------------- | ------------------ | ------------------------ | --- | ---------------------------------------------------------- |
| 瓶花図         |          |            |                  | 神戸市立博物館     |                          | | 長崎滞在中の中国人、朱柳橋と江芸閣賛詩。琴陵の現存最古作。 |
| 秋草飛燕図屏風 | 紙本著色 | 六曲一隻   | 91.3x262.2       | 個人               | 40代後半から50代の作か   | 款記「琴量」/「鵬」白文方印・「元鵬」白文方印                                                                 |                                                            |
| 絵馬           |          | 1面        |                  | 神吉八幡神社       | 1835年（天保6年）        | |                                                            |
| 松梅鶴亀図屏風 | 紙本著色 | 六曲一双   |                  | 圓教寺             | 1843年（天保14年）       | 「六十三翁」朱文円印                                                                                          |                                                            |
| 龍虎図         | 絹本著色 | 双幅       | 104.4x42.1（各） | 板橋区立美術館     | 1847年（弘化4年）        | 右幅「琴陵寫」款記/「琴陵」朱文方印・「鵬」白文方印 左幅・「琴陵」款記/「琴陵」朱文方印・「六十六翁」白文方印 |                                                            |
| 海棠孔雀図     | 絹本著色 | 1幅        | 101.5x34.2       | 姫路市立美術館     | 1849年（嘉永2年）        | |                                                            |
| 群亀図         | 絹本著色 | 1幅        | 107.2x41.3       | 姫路市立美術館     | 1852年（嘉永5年）        | |                                                            |
| 蓮図           | 絹本著色 | 1幅        | 115.3x48.4       | 兵庫県立歴史博物館 | 1830-54年（天保-嘉永年） | 款記「琴陵」/「琴陵」朱文楕円印                                                                               |                                                            |